# Шариф, Азиз Али оглы
Ази́з Али́ (Курба́н-Али́) оглы Шари́ф (настоящая фамилия Шарифзаде; азерб. Əziz Əli oğlu Şərif) — азербайджанский советский литературовед, переводчик, критик, доктор филологических наук (1956), профессор, заслуженный деятель науки Азербайджанской ССР (1963).

## Биография
Азиз Шариф родился 28 марта 1895 года в Нахичевани. Здесь окончил начальную школу, затем получил среднее образование в Тифлисе, где провёл юность в семье друга отца — Джалила Мамедкулизаде. В Тифлисе А. Шариф общался с видными азербайджанскими деятелями культуры — поэтом Сабиром, драматургом Гусейн Джавидом, актёром Гусейн Араблинским, прозаиком А. Ахвердовым.

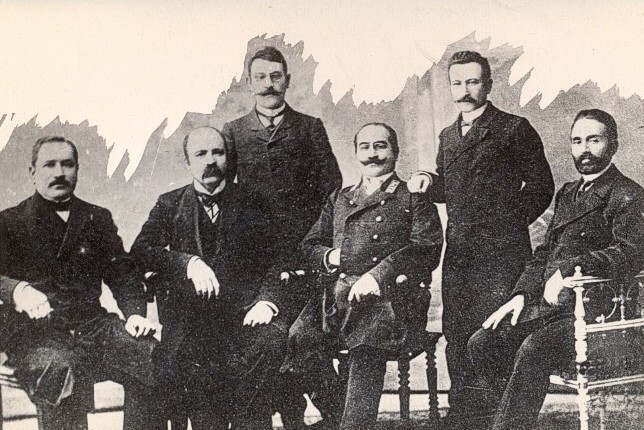
Отец А. Шарифа Курбан-Али Шарифзаде (первый справа) и Дж. Мамедкулизаде (второй слева) с видными азербайджанскими публицистами того времени

Первая публикация А. Шарифа была в 1910 году в журнале «Молла Насреддин». В 1915—1917 годах учился в Московском коммерческом институте. После февральской революции вернулся в Тифлис, начал активную общественно-политическую и просветительскую деятельность, выступал против большевиков, отрицавших национальную культуру. В 1921 году был арестован, препровожден в Баку и приговорен большевиками к расстрелу за меньшевизм. Благодаря заступничеству председателя Ревкома Азербайджана Наримана Нариманова был спасен.
В 1943 году окончил Литературный институт имени А. М. Горького в Москве. Затем некоторое время занимался издательской деятельностью в Баку. В 1947 году переехал в Москву, в 1950—1956 годах работал в Институте востоковедения АН СССР, в 1956—1962 годах — в Институте мировой литературы АН СССР. В 1956 году защитил докторскую диссертацию «Жизнь и творчество Джалила Мамедкулизаде (первый период 1866—1906 гг.)».
Азиз Шариф переводил на русский язык азербайджанскую литературу (произведения М. Ф. Ахундова, Н. Везирова , Дж. Мамедкулизаде, А. Ахвердова, Дж. Джабарлы, С. Рагимова, М. Ибрагимова и других), а также на азербайджанский русской литературы («Женитьба» Н. В. Гоголя, «Женитьба Бальзаминова» А. Н. Островского, «Мать» и «Враги» М. Горького, «Разгром» А. А. Фадеева).
Азиз Шариф — автор множества статей, брошюр, критико-биографических очерков, монографий, посвященных азербайджанской классической литературе — Вагифу, Сабиру, Дж. Мамедкулизаде. Создал труды, посвященные актуальным вопросам советской азербайджанской литературы, литературным связям, проблемам перевода.
С 1962 года и до конца жизни работал профессором МГУ, читал курс по истории литератур народов Закавказья. Одно время являлся заведующим кафедрой литератур народов СССР филологического факультета, в создании которой принимал активное участие. Подготовил целую плеяду специалистов по литературам народов СССР.
Азиз Шариф умер 1 июня 1988 года в Москве, похоронен в Нахичевани.